# Місячна дуель
«Місячна дуель» (англ. Moon Duel) — науково-фантастичне оповідання Фріца Лайбера, вперше опубліковане в вересні 1965 року журналом «If».

## Сюжет
Коли земляни вперше прилетіли на Місяць, то виявили там «крузо» — декілька сотень залишених злочинців різних іншопланетних цивілізацій. У них була стрілецька зброя та засоби виживання і вони полювали один на одного заради їжі. Земляни не розбираючись почали винищувати їх, тому і самі стали мішенню для «крузо».
Коли «крузо» залишилось дуже мало, земляни почали освоювати Місяць. Двоє астронавтів прилетіли встановлювати радар біля кратера Джоя. Один з них одразу зловив «хедшот», а інший почав відстрілюватись прикриваючись трупом напарника. Так він підстрибнув і випустив із .220 Swift три міні-гранати, одна з яких вочевидь влучила в ціль, а він почав падати в кратер, попередньо пославши сигнал SOS на орбітальний корабель.
Противник був досвічений, він прострілив баки корабля і вирахувавши упередження, обстріляв точку приземлення гранатами.
Астронавт ще до падіння відштовхнувся від трупа і приземлився далеко збоку.
Вибравшись з глибокого пилу, він укрився в сферистих печерах стінки кратера.
Йому потрібно було вижити 2 години до прибуття підмоги.
Згодом він почув цокання кроків і виявив робота-павука («п'ятницю»), який намагався підірвати його вибухівкою.
Він застрелив його і почав втікати печерами через горизонтальні і вертикальні ходи. Згодом він знищив ще одного «п'ятницю», що вистрибнув із нижнього отвору печери.
Добравшись до отвору в стінці кратера він викинув вбік освітлювальну гранату і обстріляв, хоча й невдало, «крузо» на дні кратера. Після чого почав пробиратись у верхні печери.
Йому спало на думку встановити зв'язок з підмогою одразу після приземлення, тому він почав відстукувати людський символ «десятку». Він надіявся почути у відповідь цифри одного із фундаментальних чисел записаних в десятковій системі: π (3.1415...) чи e (2.7182...), які вони б відстукували почерзі, щоб автентифікувати один одного. І він почув таку послідовність, яку продовжив відповідною відповіддю.
Визирнувши з отвору над поверхнею з піднятою зброєю, він побачив тільки «крузо» в аналогічній ситуації.
«Крузо» відстукав наступну цифру числа показуючи намір укласти перемир'я.
Однак несподівано в нього влучили 2 гранати і він загинув.
Невдовзі прибула підмога і астронавт на відповідь про смерть «крузо» зміг припустити тільки, що його вбили ті 2 гранати що він випустив 2 години назад, які пройшли над поверхнею і пролетіли навколо Місяця.